# Maoridrilus pallidus
Maoridrilus pallidus är en ringmaskart som beskrevs av Lee 1959. Maoridrilus pallidus ingår i släktet Maoridrilus och familjen Acanthodrilidae. Inga underarter finns listade i Catalogue of Life.